# Курлук Дмитро Миколайович
Дмитро Миколайович Курлук (18 жовтня 1920 — 26 липня 1944) — Герой Радянського Союзу (1944), командир 2-го стрілецького батальйону 1018-го стрілецького полку 269-ї стрілецької дивізії 3-ї армії 1-го Білоруського фронту, капітан, учасник німецько-радянської війни.

## Біографія
Народився 18 жовтня 1920 року у місті Глухів, нині Сумської області України у родині робітника. Українець.
У 1938 році закінчив 9 класів Глухівської середньої школи № 2.
У Червоній Армії з жовтня 1939 року.
У 1941 році закінчив Ростовське військове піхотне училище, у 1943 році — курси «Постріл».
Учасник німецько-радянської війни з 25 серпня 1943 року. Воював на Брянському фронті.
Член ВКП(б) з 1943 року.
25 листопада 1943 року в ході Гомельсько-Речицької наступальної операції в бою за село Хатовня Рогачовського району Гомельської області Білоруської РСР виконувач обов'язків командира стрілецького батальйону 1018-го стрілецького полку 269-ї стрілецької дивізії 3-ї армії Білоруського фронту старший лейтенант Курлук силами свого батальйону захопив сильно укріплений ворожий оборонний пункт і з ходу вибив противника з північно-східної частини села Канава, захопивши в полон 4-х німецьких солдатів. Надалі утримував захоплений плацдарм, відбиваючи шалені контратаки ворога. Знаходячись безпосередьно у бойових порядках батальйону під сильним вогнем противника, Курлук піднимав бійців в атаку і с малими втратами вривався у населені пункти. Був представлений до ордена Вітчизняної війни 1-го ступеня, проте командир дивізії полковник Кубасов знизив ступінь нагороди до ордена Вітчизняної війни 2-го ступеня, яким Курлук і був нагороджений наказом по 3-й армії № 153 від 08.12.1943.
4 січня 1944 року командир стрілецького батальйону 1018-го стрілецького полку 269-ї стрілецької дивізії старший лейтенант Курлук, виконуючи завдання командування, підготував у своєму батальйоні групу солдатів та сержантів для участі у танковому десанті. Перебуваючи на танку, сміливо керував боєм, проявивши особисту мужність та безстрашність. У результаті вмілого маневрування та заходу в тил противника успішно та достроково була виконана задача по прориву ворожої оборони та виходу у район села Обідовічі Биховського району Могильовскої області Білорусі на шосе Могильов—Гомель та до річки Дніпро. У цій бойовій операції батальйоном Курлука було знищено понад 100 німецьких солдатів та офіцерів.
Наказом по 3-й армії від 13.01.1944, Курлук нагороджений орденом Червоної Зірки.
21 лютого 1944 року при форсуванні річки Дніпро у районі Єленово Рогачовського району Гомельської області Білорусі командир стрілецького батальйону 1018-го стрілецького полку 269-ї стрілецької дивізії старший лейтенант Курлук разом зі своїм батальйоном першим форсував Дніпро, увірвався у передові траншеї ворога, вибив з них війська противника та захопив у полон 13 німецьких солдатів, 4 гармати, 2 тягачі, автомашину, велику кількість боєприпасів. Продовжуючи наступ, батальйон Курлука захопив другу лінію ворожих траншей і закріпився у них і, прийнявши на себе головний удар противника, відбив контратаку семи самохідних гармат противника, чим сприяв просуванню інших підрозділів полку. 24 лютого 1944 року командиром 1018-го стрілецького полку підполковником Бічаном був представлений до звання Героя Радянського Союзу, але командир дивізії генерал-майор Кубасов знову знизив нагороду до ордена Червоного Прапора, яким Курлук і був нагороджений наказом по 3-й армії № 219 від 09.03.1944.
У червні 1944 року війська 1-го Білоруського фронту приступили до здійснення наступальної операції зі звільнення Білорусі. 269-а стрілецька дивізія отримала завдання прорвати оборону противника на межі річки Друть на могильовскому напрямку. Тут гітлерівці створили глибоко ешелоновану оборону. Місто Могильов було перетворене у великий вузол. Оборонні рубежі проходили по берегах річок Друть, Березина, Свіслоч та Німан, по панівних висотах. Всі населені пункти у смузі наступу були укріплені. Перед початком загального наступу стрілецькому батальйону 1018-го стрілецького полку 269-ї стрілецької дивізії 3-ї армії 1-го Білоруського фронту під командуванням капітана Курлука було доручено провести розвідку боєм, виявити вогневу систему ворога на ділянці дивізії. Бійці батальйону діяли успішно, і це дозволило у перший же день прорвати оборону противника. 24 червня батальйон увірвався в укріплений пункт оборони противника та знищив гарнізон гітлерівців. Слідом за цим були звільнені населені пункти Маньки та Франульово. Фашисти кинули в контратаку проти радянських воїнів більш ніж два батальйони піхоти та декілька штурмових гармат. Капітан Курлук, діючи рішуче і сміливо, організував міцну оборону. Його підрозділ успішно відбило натиск переважаючих сил противника і, перейшовши у атаку, змусило німців відступити. Особистим прикладом командир надихав радянських воїнів на бойові подвиги. 25 червня, з ходу форсувавши річку Ола у районі села Дворяніковічі Кіровського району Могильовскої області Білорусі, радяніські воїни розгромили піхотний батальйон противника та захопили у полон його командира. З 23 по 30 червня стрілецький підрозділ капітана Курлука знищило до семисот та взяло у полон понад трьохсот гітлерівських солдатів та офіцерів. Було також захоплено 41 гармату, 97 кулеметів, 573 гвинтівки, 4 рації, 78 автомашин з військовим вантажем, 150 коней. Успішні дії батальйону значно полегшили радянським головним силам прорив оборони противника. За цей подвиг командир 1018-го стрілецького полку підполковник Бічан представляє Курлука до звання Герой Радянського Союзу.
26 липня 1944 року воїни батальйону Курлука брали участь у бою за місто Білосток. Під натиском противника їм довелося відійти на вихідний рубіж. Близько батальйону піхоти ворога з танками контратакували радянських солдатів. У важку хвилину боя капітан Курлук діяв вміло та мужньо. Противник був зупинений вогнем, а незабаром батальйон піднявся в атаку. У цьому бою був убитий ворожою кулею мужній комбат Курлук.
Похований у селі Грабовка (польск.Grabówka, Białystok County), нині район у межах міста Білосток, Польща.
Указом Президії Верховної Ради СРСР від 24 березня 1945 року за зразкове виконання бойових завдань командування на фронті боротьби з німецько-фашистськими загарбниками та проявлені при цьому мужність та героїзм капітану Курлуку Дмитру Миколайовичу присвоєно звання Герой Радянського Союзу (посмертно).

## Нагороди та звання
- Медаль «Золота Зіркаа» Героя Радянського Союзу (24.03.1945).
- Орден Леніна (24.03.1945).
- Орден Червоного Прапора (09.03.1944, представлявся до звання Героя Радянського Союзу).
- Орден Вітчизняної війни 2-го ступеня (08.12.1943, представлявся до ордену Вітчизняної війни 1-го ступеня).
- Орден Червоної Зірки (13.01.1944).

## Пам'ять
- У місті Глухів його ім'ям названа вулиця, а на будівлі середньої школи № 2, у якій навчався Курлук, встановлено меморіальну дошку.
- Ім'я Героя висічене золотими літерами у залі Слави Центрального музею Великої Вітчизняної війни у Парке Перемоги міста Москва.